# Cappelletti
Les cappelletti (de cappello, chapeau en italien) sont des pâtes aux œufs farcies traditionnelles, obtenues en découpant la pâte en carré ou en cercle au centre de laquelle est placée la garniture. Issues de la cuisine romagnole, elles sont en général servies dans un bouillon de viande ou parfois en gratin.
Elles diffèrent des tortellini par leur forme, leur taille (plus petites), l'épaisseur des pâtes (plus fines) et leur garniture.

## Photographies

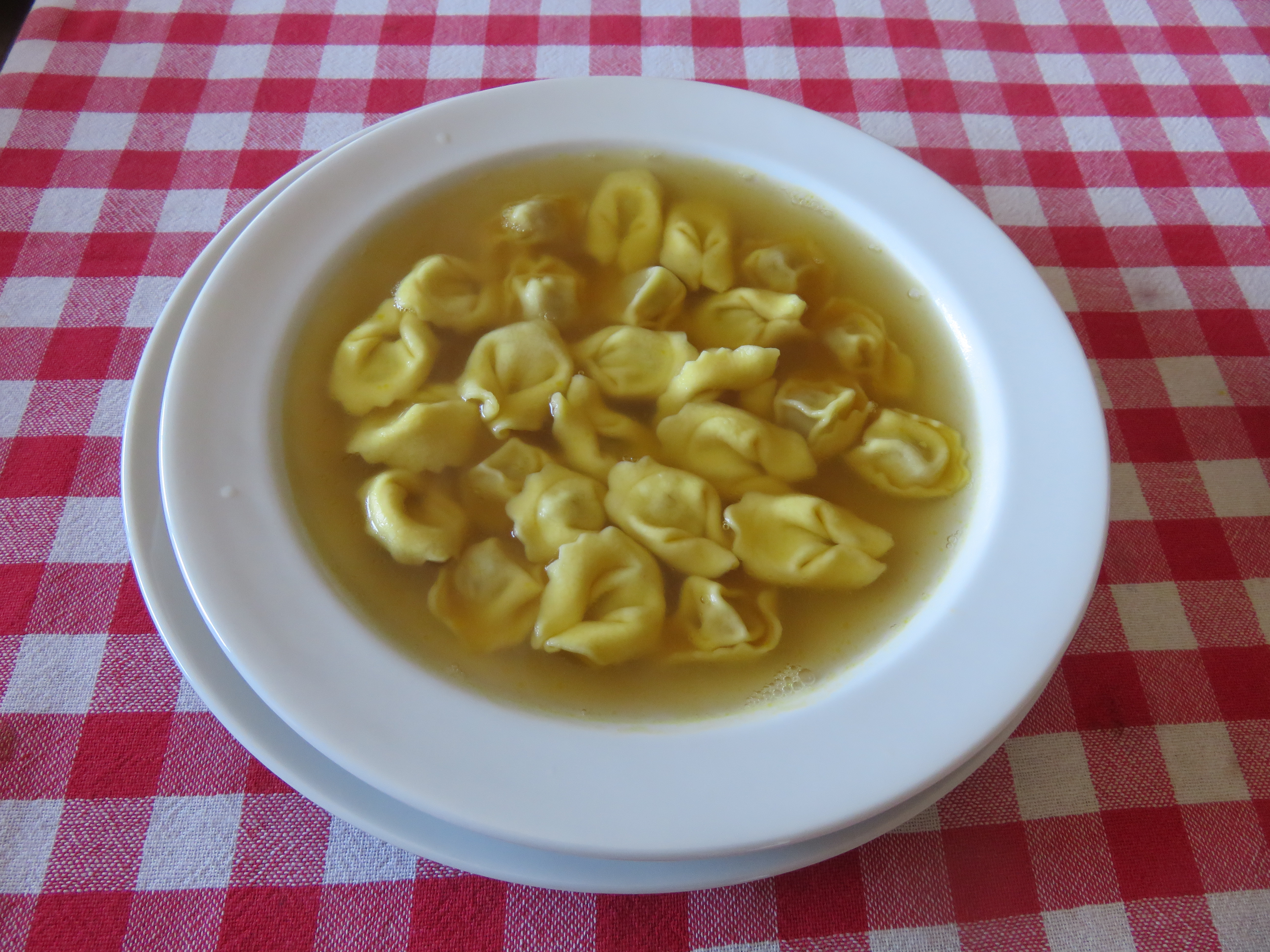
Bouillon de viande et cappelletti (Émilie-Romagne).
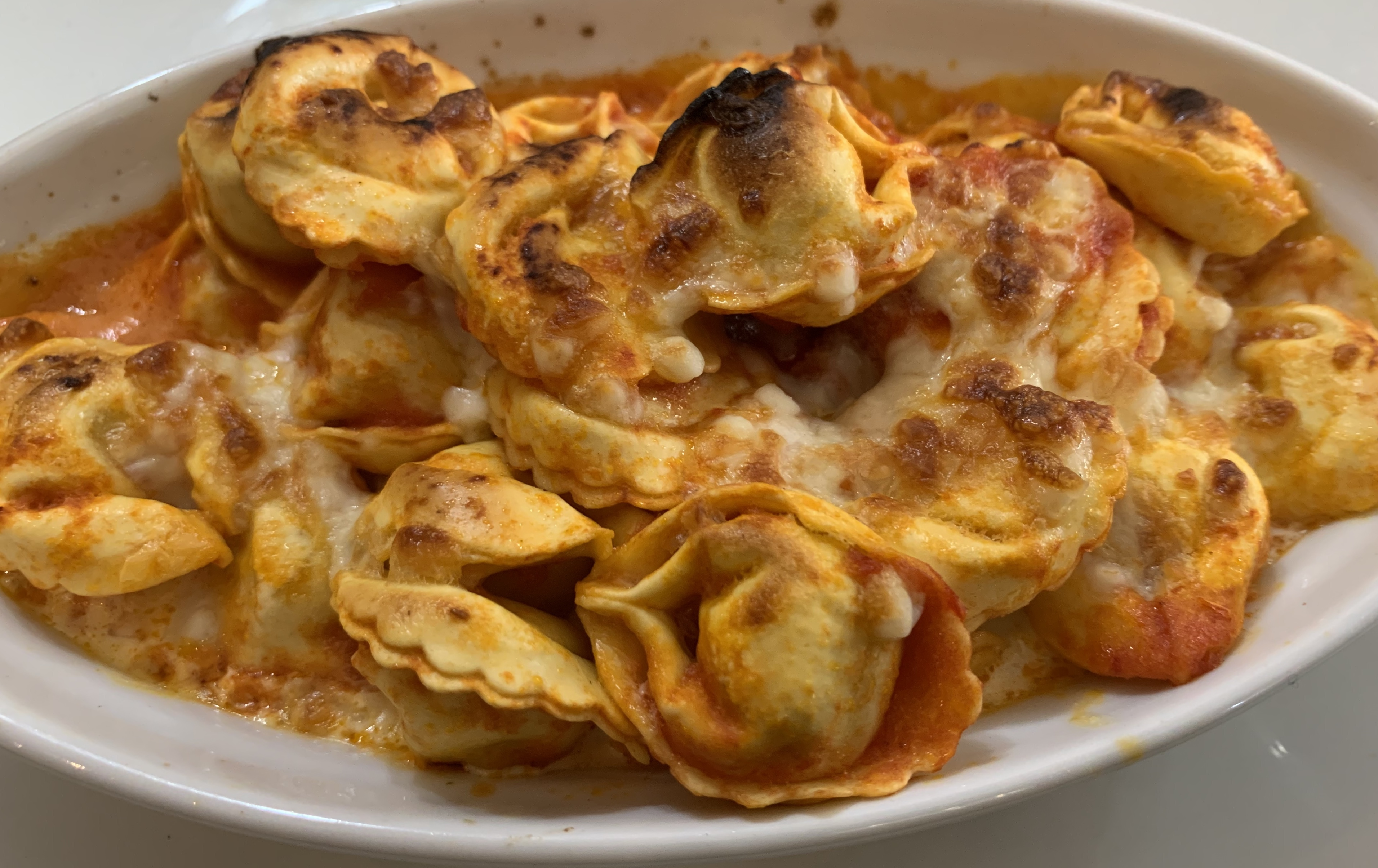
Gratin de cappelletti.